# 哈普斯特 (愛達荷州)
哈普斯特（英語：Harpster）是位於美國愛達荷州愛達荷縣的一個非建制地區。該地的面積和人口皆未知。

## 地理
哈普斯特的座標為45°59′12″N 115°57′49″W / 45.98667°N 115.96361°W，而該地的平均海拔高度為480米（即1575英尺）。